# マスンガ
マスンガ（Masunga）はボツワナのノースイースト地区の村である。ノースイースト地区の中心地である。